# Tephritis darjeelingensis
Tephritis darjeelingensis är en tvåvingeart som beskrevs av Agarawal, Grewal et al. 1992. Tephritis darjeelingensis ingår i släktet Tephritis och familjen borrflugor. Inga underarter finns listade i Catalogue of Life.